# تیم ملی فوتبال زیر ۲۳ سال اسرائیل
تیم ملی فوتبال زیر ۲۳ سال اسرائیل (عبری: נבחרת ישראל בכדורגל האולימפית‎، که همچنین به عنوان تیم ملی فوتبال المپیک اسرائیل نیز شناخته می‌شود) نماینده اسرائیل در مسابقات بین‌المللی فوتبال در بازی‌های المپیک است. این تیم یکی از تیم‌های فوتبال جوانان اسرائیل است و تنها زمانی تشکیل می‌شود که اسرائیل واجد شرایط برای حضور در بازی‌های المپیک تابستانی شود.
اسرائیل، سومین بار است که در المپیک حضور می‌یابد و به نمایندگی از اسرائیل در بازی‌های المپیک تابستانی ۲۰۲۴ در بخش فوتبال به مربیگری گوی لوزون در پاریس، فرانسه شرکت می‌کند.

## تاریخچه
پیش از این، تیم ملی فوتبال اسرائیل در دو دوره از بازی‌های المپیک یعنی ۱۹۶۸ و ۱۹۷۶ حضور یافت و در هر دو دوره به یک چهارم نهایی صعود کرد. هنگامی که در بازی‌های المپیک ۱۹۹۲، محدودیت سنی زیر ۲۳ سال برای بازیکنان آغاز شد، اسرائیل یک غیبت طولانی را در مسابقات فوتبال المپیک تجربه کرد
.
در مسابقات جام ملت‌های اروپا فوتبال زیر ۲۱ سال ۲۰۲۳، تیم ملی فوتبال زیر ۲۱ سال اسرائیل به یک چهارم نهایی صعود کرد و بعد از اینکه در طی ۱۲۰ دقیقه قانونی در بازی مقابل تیم ملی فوتبال زیر ۲۱ سال گرجستان میزبان به نتیجه مساوی ۰ _ ۰ دست یافت در ضربات پنالتی با نتیجه ۴ _ ۳ حریف را شکست داد و بدین ترتیب برای اولین بار در تاریخ حضور خود در این بازی‌ها، به نیمه نهایی صعود کرد. این دستاورد همچنین به حضور مطمئن این تیم در بازی‌های المپیک ۲۰۲۴ کمک کرد.
المپیک تابستانی ۲۰۲۴
برای قرعه‌کشی، اسرائیل با جمهوری دومینیکن، اوکراین و گینه در گلدان چهار قرار داشتند. اسرائیل به همراه ژاپن، پاراگوئه و مالی در گروه دی (D) قرار گرفتند. اسرائیل در اولین روز این تورنمنت، در برابر مالی به میدان رفت و در پایان نتیجه ۱ _ ۱ شد. بازی دوم اسرائیل برابر پاراگوئه بود که به شکست ۴ _ ۲ اسرائیل انجامید. اسرائیل برای اینکه شانسی برای صعود داشته باشد، در بازی سوم که برابر ژاپن بود نیاز به پیروزی داشت ولی با گل دیرهنگامی که دریافت کرد نتیجه بازی را ۱ _ ۰ به ژاپن واگذار کرد و بدین ترتیب در گروه خود در رتبه آخر قرار گرفت. در این مسابقات اسرائیل در رتبه پانزدهم قرار گرفت، یک رتبه بالاتر از گینه که تیم آخر رده‌بندی نهایی بود.

## نتایج
در ذیل، نتایج مسابقات اسرائیل در المپیک تابستانی ۲۰۲۴ آورده شده است.
      برنده
      تساوی
      بازنده
۲۰۲۴
| ۲۴ ژوئیه ۲۰۲۴ المپیک تابستانی _ مرحله گروهی | مالی          | ۱–۱   | اسرائیل                    | پاریس، فرانسه                                                                              |
| ۲۲:۰۰                                       | - Doumbia ۶۳' | گزارش | - H. Diallo ۵۶' (گل‌به‌خودی) | ورزشگاه: ورزشگاه پارک د پرنس تماشاگران: ۱۰٬۶۳۷ داور: Campbell-Kirk Kawana-Waugh (نیوزیلند) |

| ۲۷ ژوئیه ۲۰۲۴ المپیک تابستانی _ مرحله گروهی | اسرائیل                    | ۲–۴   | پاراگوئه                                                | پاریس، فرانسه                                            |
| ۲۰:۰۰                                       | - Gandelman ۵۳' - گلوخ ۸۰' | گزارش | - M. Fernández ۲۵'، ۹۰+۶' - انسیسو ۶۹' - بالبوئنا ۹۰+۳' | ورزشگاه: ورزشگاه پارک د پرنس داور: Drew Fischer (کانادا) |

| ۳۰ ژوئیه ۲۰۲۴ المپیک تابستانی _ مرحله گروهی | اسرائیل | ۰–۱   | ژاپن   | نانت، فرانسه                        |
| ۲۲:۰۰                                       |         | گزارش | Hosoya | ورزشگاه: ورزشگاه استاد دو لا بوژوار |